# Ragley Hall
Erro Lua em Módulo:Coordenadas na linha 622: bad argument #1 to 'abs' (number expected, got nil).

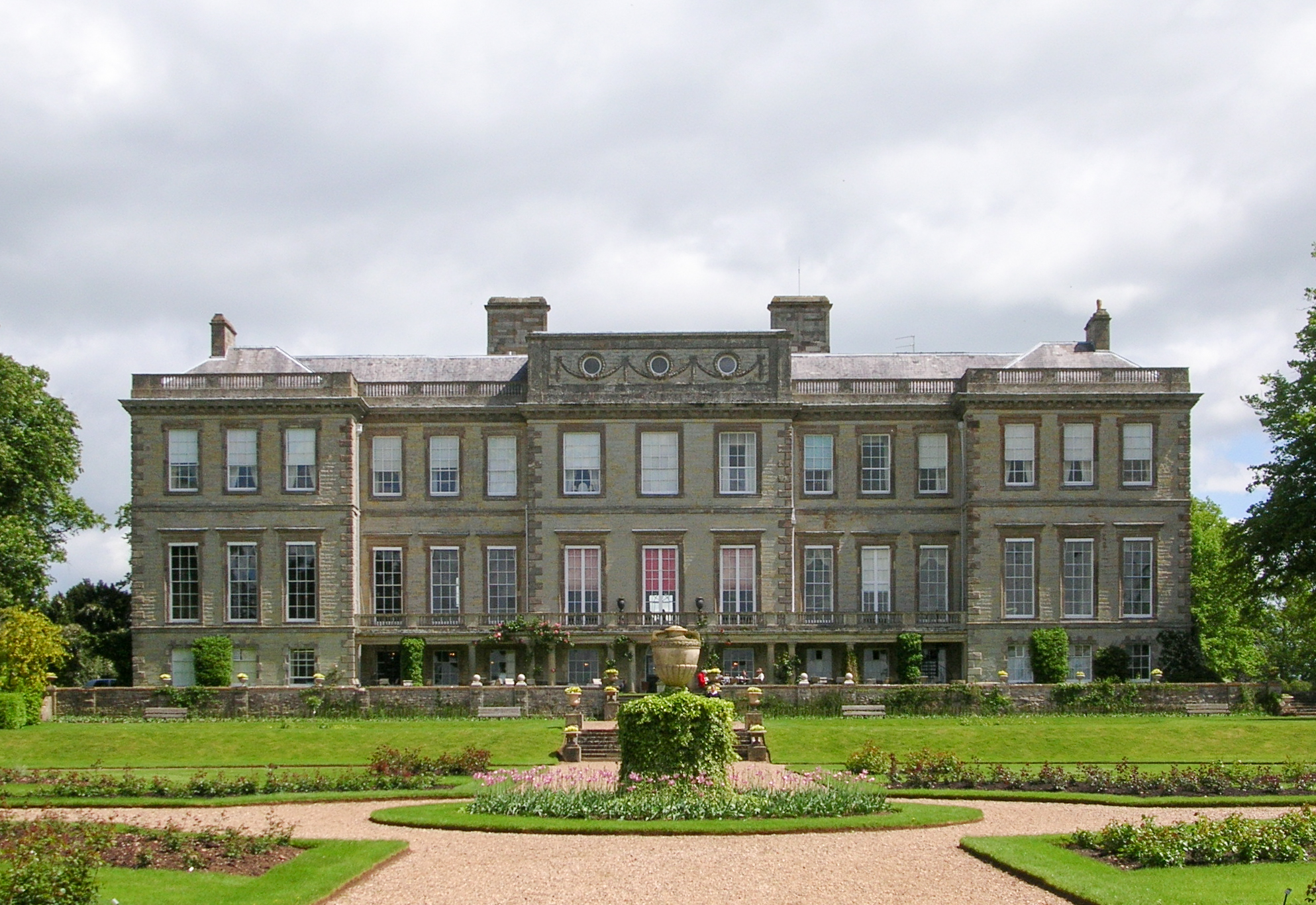
Ragley Hall.

O Ragley Hall é um palácio inglês localizado a sul de Alcester, Warwickshire, 8 milhas (13 km) a oeste de Stratford-upon-Avon. É a casa de família dos Marqueses de Hertford, sendo uma das maiores residências da Inglaterra.

## História
Ragley Hallfoi desenhado por Robert Hooke em 1680 e completado tardiamante em meados do século XVIII. O arquitecto James Gibbs esteve envolvido nas fases finais do projecto. Os campos foram desenhados paisagisticamente por Capability Brown. Durante ambas as guerras mundiais, o Ragley Hall serviu como hospital. Os actuais proprietários são o 9º Marquês de Hertford e a sua esposa.

## Actualidade
O palácio e os 400 acres (1,6 km2) de terrenos são abertos ao público sasonalmente. No edifício abundam belas pinturas, cerâmicas e mobílias antigas. Também inclui um parque de aventuras para crianças, o qual está lindamente misturado com as actuais cercanias. Este parque de aveturas proporciona uma série de diversões para todas as idades. É o lugar do Jerwood Sculpture Park, inaugurado em Julho de 2004. O parque inclui trabalhos que ganharam os Prémios de Escultura Jerwood e o trabalho da Dama Elizabeth Frink, entre outros.

## Cultura Popular
O Ragley Hall representa o papel do muito maior Palácio de Versalhes no quarto episódio da segunda temporada da série televisiva britânica de ficção científica Doctor Who, intitulado "The Girl in the Fireplace]", emitido pela primeira vez em Maio de 2006.